# Maria Lvova-Belova
Maria Alekseyevna Lvova-Belova (ryska: Мария Алексеевна Львова-Белова) [mɐˈrʲijə ɐlʲɪˈksʲejɪvnə lʲvəvə bʲɪɫəvə], född 25 oktober 1984 i Penza i Sovjetunionen, är en rysk politiker. Hon utnämndes i oktober 2021 av president Vladimir Putin till Rysslands federala kommissionär för barns rättigheter.
Den 17 mars 2023 utfärdade den internationella brottmålsdomstolen i Haag en arresteringsorder för Vladimir Putin samt Lvova-Belova. Åtalspunkterna baseras på hennes roll i de olagliga deportationerna av ukrainska barn till Ryssland alltsedan Rysslands invasion av Ukraina i februari 2022.

## Biografi
Lvova-Belova växte upp i staden Penza, cirka 700 km sydost från Moskva. Hon avlade 2002 examen som dirigent vid A. A. Arkhangelsks gymnasium för kultur och konst.

### Verksamhet mellan 2011 och 2021
Under 2011-2014 samt 2017-2019 var hon ledamot av det regionala parlamentet för Penza oblast, där hon den andra perioden samtidigt var ledamot av parlamentet för den ryska federationen. År 2019 valdes hon till vice ordförande i det regionala styret för partiet Allryska folkfronten.
Senare under 2019 anslöt sig Lvova-Belova till partiet Enade Ryssland, där medlemskortet överlämnades till hennes den 23 november av premiärminister Dmitry Medvedev. Den 24 november valdes hon in i presidiet för rådsförsamlingen för Enade Ryssland, och hon blev vice ordförande för en arbetsgrupp för att stödja civilsamhället. I september 2020 blev hon av guvernören Ivan Belozertsev i Penza oblast utnämnd till senator för Penza oblast i Federationsrådet. Guvernören Belozertsev arresterades i mars 2021 på grund av anklagelser om mutbrott och efterträddes av Oleg Melnichenko som förnyade Lvova-Belovas mandat.
Den 27 oktober 2021 utnämndes Lvova-Belova av president Vladimir Putin till federal kommissionär för barns rättigheter, där hon efterträdde Anna Kuznetsova som blivit parlamentsledamot.

### Verksamhet sedan ryska invasionen 2022

#### Deportering av ukrainska barn till Ryssland

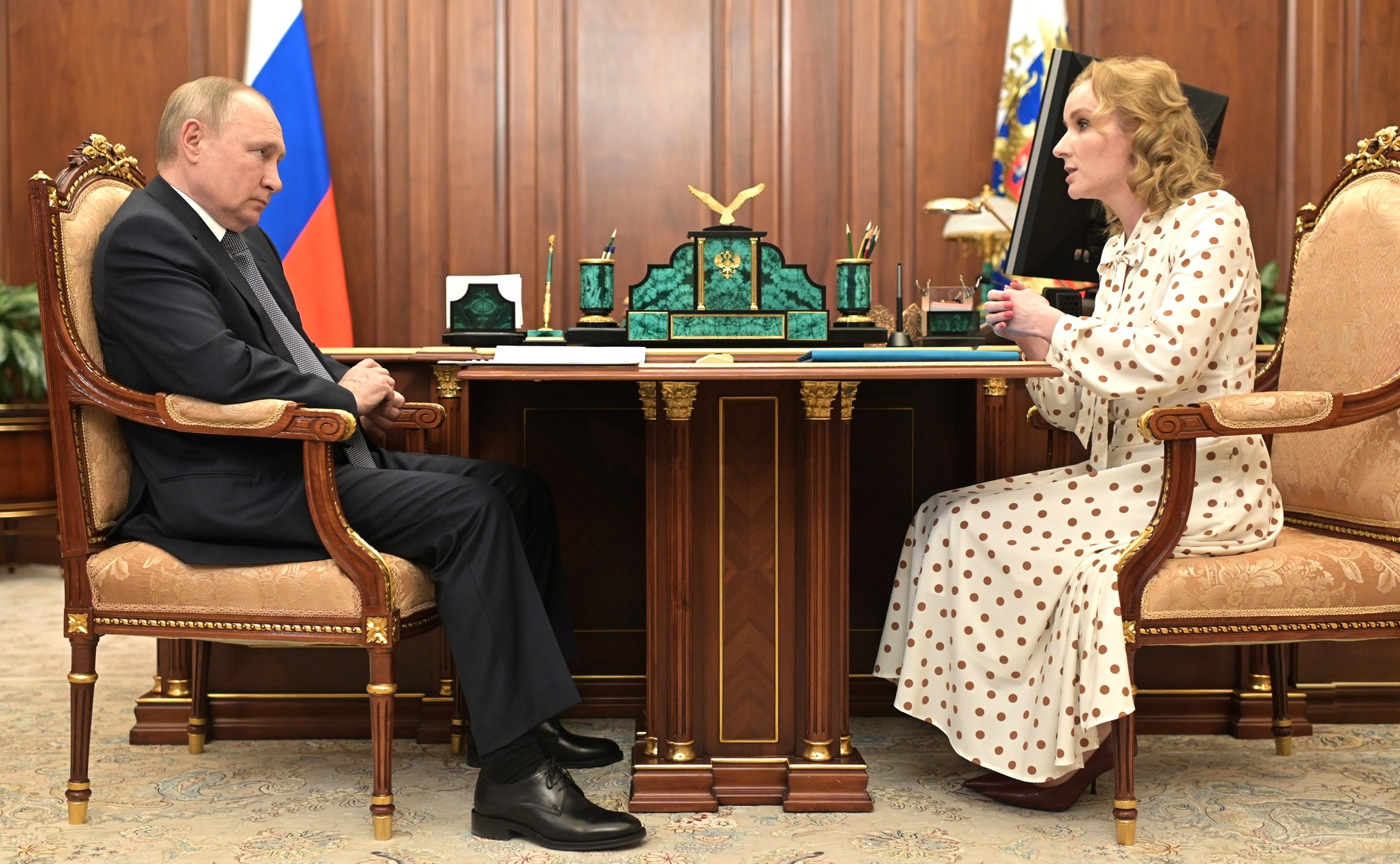
Lvova-Belova i möte med Rysslands president Vladimir Putin i mars 2022, en månad efter Rysslands invasion av Ukraina.

Lvova-Belova har offentligt visat sitt stöd för åtgärder för att föra bort ukrainska barn till Ryssland. Hon var till exempel närvarande vid en tillställning i juli 2022 i Moskva där 14 ukrainska barn tilldelades ryska identitetshandlingar. I september 2022 beskrev hon hur en grupp barn från Mariupol först hade visat motstånd genom att sjunga den ukrainska nationalsången, men att de snart lärde sig att "älska Ryssland". Ukrainska och brittiska myndigheter har anklagat henne för att leda och vara ansvarig för att med tvång bortföra och adoptera barn från Ukraina i anslutning till den ryska invasionen. Sådana åtgärder för bortförande och omskolning har förekommit ända sedan 2014.

#### Internationella sanktioner och ICC:s arresteringsorder
Lvova-Belova är en av personerna bakom tvångsdeportationen av ukrainska barn till Ryssland. Sanktioner mot Lvova-Belova utfärdades av Storbritannien i juni 2022, av EU i juli 2022, av USA i september 2022, och av Japan i januari 2023.
En arresteringsorder för Lvova-Belova utfärdades den 17 mars 2023 av Internationella brottmålsdomstolen (ICC), baserat på att hon anges vara hon är misstänkt för krigsbrott i samband med Rysslands invasion av Ukraina 2022, mer specifikt gällande Rysslands kidnappningar av ukrainska barn. En liknande arresteringsorder utfärdades samtidigt för Putin.

### Familj
Lvova-Belova är sedan 2003 gift med Pavel Kogelman, präst i Rysk-ortodoxa kyrkan och tidigare programmerare. De har tillsammans fem biologiska barn födda  2005, 2007, 2010, 2014 och 2018 samt 18 adopterade barn.
I februari 2023 adopterade hon en 15-årig pojke från Mariupol, vilket påminde om den pågående verksamheten med att föra bort och adoptera bort ukrainska barn i Ryssland.